# ليوبوف بانتشينكو
ليوبوف ميخايليفنا بانتشينكو (بالأوكرانية: Любов Михайлівна Панченко؛ 2 فبراير 1938 - 30 أبريل 2022) فنانة تشكيلية ومصممة أزياء أوكرانية. كانت عضوًا في الاتحاد النسائي الأوكراني [الإنجليزية]. كما انضمت إلى مجموعة "الستينيون"، وهي مجموعة من فناني الستينيات الذين أحيوا الثقافة الأوكرانية خلال فترة ذوبان الجليد في عهد خروتشوف.

## حياتها

### تعليمها ومسيرتها الفنية
وُلدت ليوبوف ميخايليفنا بانتشينكو في 2 فبراير 1938 في قرية يابلونكا، إحدى ضواحي مدينة بوتشا في أوكرانيا. تخرجت في قسم التطريز في مدرسة كييف للفنون التطبيقية في أواخر خمسينيات القرن الماضي. لاحقًا، عملت في ورشة خياطة، وفي الوقت نفسه، وسّعت آفاقها الفنية، واهتمت بالنقش على الخشب. التحقت بكلية الجرافيك في الأكاديمية الأوكرانية للطباعة في 1968. انضمت إلى نادي الشباب المبدع في ستينيات القرن الماضي، وأصبحت عضوًا في قسمه الأدبي، "براما".
عملت بانتشينكو في معهد التصميم والهندسة التكنولوجية كمصممة أزياء، وفي دار العارضات الجمهورية. في ذلك الوقت، ازدهرت موهبتها اللامعة؛ حيث أبدعت سلسلة من اللوحات المائية، ونماذج الملابس، وأنماط التطريز، وواجهات بصرية للكتب، واللوحات الفنية. وعُرضت العديد من أعمالها التطريزية في مجلة المرأة السوفيتية [الإنجليزية].
دافعت بانتشينكو عن اللغة والثقافة الأوكرانيتين. فرسمت بيض عيد الفصح المزخرف بالبيسانكا، وطرزت الأزياء الوطنية الأوكرانية للجوقات، وجمعت التبرعات لمساعدة السجناء السياسيين الذين يقضون عقوبات بتهمة "التحريض والدعاية المناهضة للسوفيت". وبفضل مشاركتها، أُعيد إحياء تقليد ترانيم كوليادكا [الإنجليزية] والمسارح الصغيرة لمغارة الميلاد في كييف.
حصلت بانتشينكو على جائزة فاسيل ستوس [الإنجليزية] في 2001. ونظرًا لإلهامها الشعبي الأوكراني الواضح في أعمالها، لم تُقم أي معرض فني خلال الحقبة السوفيتية. واعتمدت ماليًا على أعمالها في مجال الأزياء والتطريز.

### وفاتها
أُجبرت بانتشينكو على البقاء في منزلها لمدة شهر دون طعام خلال معركة بوتشا، التي وقعت في بداية الغزو الروسي لأوكرانيا. ونُقلت إلى مستشفى في كييف، بعد مغادرة القوات الروسية المدينة، حيث حاول الأطباء إنقاذ حياتها لمدة شهر تقريبًا. لم تتعافى بانتشينكو وتوفيت هناك في 30 أبريل 2022 عن عمر يناهز 84 عامًا.

## أعمالها المعروضة
أقام المتحف الوطني للأدب في أوكرانيا [الإنجليزية] معرضًا تذكاريًا للكاتبة ليوبوف بانتشينكو في 2008. وصرح يفهين سفرستيوك [الإنجليزية]، الناشط في مجال حقوق الإنسان والشاعر آنذاك، قائلاً: "تحمل هذه الأعمال بصمة عبقرية واضحة. إنها تعيش في عالمها الخاص، وتفتح لنا أبواب هذا العالم."
```
أقام المتحف الوطني للأدب في أوكرانيا معرض "عالمي!" («Світе мій!») في 2014.
[
9
]
```

تُعرض أعمال بانتشينكو في مجموعات خاصة وفي متحف الستينيون في كييف.

## كتب
- Любов Панченко: повернення: альбом / передм. Олена Лодзинська, Василь Перевальський, Діана Клочко ; упорядн. Олена Лодзинська, Любов Крупник ; переклад на англ. Ольга Грабар, Соломія Джаман, Олексій Плохотюк ; дизайн Олексій Чекаль. — Київ-Харків: Видавець Олександр Савчук, 2021. — 256 с., 270 іл. — ISBN 978-617-7538-74-4.

## للاستزادة
- Ovcharenko، Eduard (9 أكتوبر 2022). "Повернення Любові Панченко" [The return of Lyubov Panchenko]. TV channel I-UA. مؤرشف من الأصل في 2022-10-30. اطلع عليه بتاريخ 2023-12-26.
- Snow، Emily (20 مايو 2023). "Lyubov Panchenko: Remembering the Ukrainian Artist". Daily Art Magazine. مؤرشف من الأصل في 2023-03-03. اطلع عليه بتاريخ 2023-12-25.

## روابط خارجية
- Biographical information about Panchenko from the Ukrainian Animation Association
- Kyryan, Nadiya (15 Feb 2010). "Не під чужу дудку, а під свою" [Not under someone else's pipe, but under your own]. Slovoprosvity (بالأوكرانية). self-published. Archived from the original on 2023-09-26. Retrieved 2023-12-26.